# Florian Bollen
Andreas Franz Ansgar Bollen (* Juli 1965), auch Florian Bollen, ist ein deutscher Geschäftsmann und ehemaliger Vorstandsvorsitzender der Great Wheel Corporation. Er wird von der Staatsanwaltschaft Berlin verdächtigt, Millionenbeträge aus einem geschlossenen Immobilienfonds veruntreut zu haben. Bollen werden Geschäftsbeziehungen zum prorussischen ukrainischen Unternehmer Serhij Kurtschenko vorgeworfen, der der „Hauptfinanzier“ des ukrainischen Politikers Wiktor Janukowytsch ist.

## Biografie
Florian Bollen wurde im Juli 1965 in Deutschland geboren. Er lebte von 1989 bis 1992 in Los Angeles, wo er für eine Finanzgruppe der Unterhaltungsbranche arbeitete. Er besitzt einen MBA der University of California und der Azusa Pacific University.

### Karriere
Bollen ist seit 1990 in verschiedenen Positionen in der internationalen Medienbranche tätig. Nach seiner Ausbildung arbeitete er vier Jahre lang im Bertelsmann-Konzern, wo er als Leiter Spielfilmprogramme für das Rechtemanagement und die Beschaffung des deutschen Pay-TV-Senders Premiere verantwortlich war. Er war Mitglied der Arbeitsgruppe Bertelsmann/Kirch Pay TV für Fusionsverhandlungen und Due Diligence. Später baute Bollen die zentrale Einkaufsabteilung der MTG Media Group mit Sitz in London auf und leitete sie. Bollen war auch für die Schaffung des größten skandinavischen Internet-Entertainment-Portals und für die Bildung strategischer Allianzen für die Entwicklung von Fernsehen und Internet zwischen MTG, Sony/Columbia und Disney verantwortlich. Von 2000 bis 2002 war er Vorstandsvorsitzender der Internationalmedia AG. Florian Bollen war Vorsitzender der Great Wheel Corporation, die Riesenräder im Vereinigten Königreich und in Singapur betrieb.
Florian Bollen ist über seinen Sohn Felix Bollen auch an der Supertubos Ltd (UK) beteiligt, die unter den Marken German Craft Brewing und Gleisgarten firmiert und Bieranlagen in London und Wien betreibt. Das Unternehmen und seine Tochtergesellschaften sind für zahlreiche Skandale und Zahlungsausfälle bekannt.

## Kontroverse

### Anlegerverluste beim Projekt Singapore Flyer
Unter der Leitung von Florian Bollen beteiligten sich rund 1000 deutsche Privatanleger an dem Projekt Singapore Flyer. Laut einer Untersuchung der Financial Times reichten die Erträge nicht aus, um die im Fondsprospekt deklarierten Ausschüttungen zu zahlen, und die Anleger mussten Verluste hinnehmen.
Das in Frankfurt ansässige Unternehmen Delbrück Bethmann Maffei, eine Tochtergesellschaft der niederländischen ABN AMRO, war an den Geschäften beteiligt. Nach ihren Angaben beteiligten sich rund 1000 Privatanleger mit Beträgen von 20.000 Euro oder mehr. Insgesamt wurden auf diese Weise 53 Mio. Euro eingeworben, gut ein Drittel der Gesamtinvestition von 135 Mio. Euro. Der Rest des Geldes kam auch aus Deutschland über die HypoVereinsbank (HVB).

### Verdacht der Veruntreuung von Millionenbeträgen für den Bau des Great Berlin Wheel
Im Jahr 2010 ermittelte die Staatsanwaltschaft Berlin gegen drei leitende Angestellte der Unternehmensgruppe Great Wheel Corporation wegen möglicher Veruntreuung von Anlegergeldern. Sie wurden verdächtigt, Millionenbeträge aus dem geschlossenen Immobilienfonds Global View veruntreut zu haben, die u. a. für den Bau eines Riesenrads in Berlin vorgesehen waren. Die Ermittlungen stützen sich Berichten zufolge auf eine Strafanzeige, die von der Anwaltskanzlei Mattil & Kollegen am 19. März eingereicht wurde.
Bei den Beschuldigten handelt es sich um die ehemaligen Geschäftsführer der Great Berlin Wheel GmbH & Ko.KG Michael Weiser und Stefan Matter sowie den CEO der in Singapur ansässigen Projektholding Florian Bollen. Der Vorwurf in der Strafanzeige lautet, dass die Geschäftsführer „ihre Pflichten zur Wahrung der finanziellen Interessen anderer missachtet“ haben. Die Staatsanwaltschaft hat eine Untersuchung aufgrund eines Anfangsverdachts bestätigt.
Demnach wurden insgesamt mehr als drei Millionen Euro unter fiktiven Verträgen und Konten mit Hilfe von Vermittlungsgesellschaften in den Nahen Osten, nach Singapur oder auf die Britischen Jungferninseln in der Karibik transferiert. Eine Vergütung konnte laut Strafanzeige nicht festgestellt werden. Außerdem soll ein Dienstleistungsvertrag abgeschlossen worden sein, der monatlich 40.000 Euro von einem in Berlin ansässigen Designbüro nach Singapur überwiesen haben soll. Weitere fünf- bis sechsstellige Beträge sollen an eine Projektmanagementfirma gezahlt worden sein, die einem leitenden Angestellten von Giant Wheel gehört. Diese Zahlungen erfolgten in den Jahren 2006 und 2007, also in der Anlaufphase der Giant-Wheel-Projekte, die über den Immobilienfonds Global View finanziert werden sollten.
Die Ermittlungen der Staatsanwaltschaft Berlin dauerten von 2010 bis 2015.

### Geschäftsbeziehungen zum EU-sanktionierten Kurtschenko
Nach Recherchen der österreichischen Tageszeitung Der Standard unterhält Florian Bollen geschäftliche Beziehungen zu Wiktor Janukowytschs Hauptfinanzier, dem prorussischen ukrainischen Unternehmer Serhij Kurtschenko. Er lebt heute in Moskau und steht auf den Sanktionslisten der Europäischen Union, der Vereinigten Staaten, des Vereinigten Königreichs und der Ukraine. Im Zuge der Ermittlungen im Fall Kurtschenko stießen die ukrainischen Justizbehörden auf mehrere Offshore-Firmen in Zypern, eine davon gehört noch immer der ukrainischen Restaurantkette, die nach eigenen Angaben seit Oktober 2022 Florian Bollen gehört. Der Standard schließt nicht aus, dass Kurtschenko mit Bollen zusammenarbeitet, um das Wiener Restaurantgeschäft zu finanzieren.